# Pluto et l'Armadillo
Pour plus de détails, voir Fiche technique et Distribution.
Pluto et l'Armadillo (Pluto and the Armadillo) est un court-métrage d'animation américain des studios Disney, sorti le 19 février 1943 avec Mickey Mouse et Pluto.
Ce film fait partie de la série Mickey Mouse même s'il a pour héros le personnage de Pluto.

## Synopsis
Mickey et Pluto font une escale durant un voyage au Brésil. Mickey lance une balle à son chien en direction de la jungle pour jouer. Mais la balle se retrouve dans un buisson juste à côté d'un armadillo, sorte de petit tatou, roulé en boule. Pluto confond l'animal avec son jouet.

## Fiche technique
- Titre original : Pluto and the Armadillo
- Titre français : Pluto et l'Armadillo
- Série : Mickey Mouse
- Réalisation : Clyde Geronimi
- Animation : John Lounsbery et Charles A. Nichols
- Production : Walt Disney
- Société de production : Walt Disney Productions
- Société de distribution : RKO Radio Pictures
- Dates de sortie :  États-Unis : 19 février 1943[1]
- Format : Couleur (Technicolor) - 1,37:1 - Son mono (RCA Photophone)
- Durée : 7 min
- Langue : (en)
- Pays :  États-Unis

## Voix originales
- Walt Disney : Mickey Mouse
- Pinto Colvig : Pluto
- Fred Shields : le narrateur

## Voix françaises

### 1erdoublage (1989)
- ??? : Mickey Mouse
- Michel Beaune : le narrateur

### 2edoublage (2007)
- Laurent Pasquier : Mickey Mouse
- ??? : le narrateur

## Commentaires
L'histoire de ce film provient essentiellement d'une idée donnée par l'équipe ayant suivi Walt Disney en voyage en Amérique du Sud, afin de réaliser Les Trois Caballeros, à celle restée en Californie.

## Titre en différentes langues
- Allemagne : Pluto und der Armadillo, Pluto und das Gürteltier
- Suède : Pluto i Brasilien

Source : IMDb